# Torres del Port de Bakú
Les Torres del Port de Bakú són dos edificis de gran alçada situats a l'avinguda Neftchilar, al costat del port marítim, a Bakú, Azerbaidjan. Aquests edificis tenen com a funció principal allotjar oficines. La torre nord té 14 pisos i la sud 32. Es van construir entre 2006 i 2011.

## Arquitectura
L'estil arquitectònic dels edificis és modern. La torre més alta s'ha construït en forma de prisma triangular amb bases inferiors i superiors. A causa d'aquesta geometria, la torre sud presenta múltiples aspectes visuals segons l'angle de visió: es veu com un rectangle pla des de la zona oriental i occidental de la ciutat, però des de la zona nord es pot veure com un edifici cilíndric. Les cares laterals de l'edifici que es troben en els cantons del prisma es veuen des del sud de Bakú. Segons Skyscrapernews.com, aquesta forma de la Torre Sud recorda a Flatiron Building, el gratacel de Nova York construït a principis del segle xx. Però, en contraposició a l'edifici Flatiron, els nivells superiors de la Torre del Sud del Port de Bakú es van reduint gradualment cap a la part superior, cosa que crea una convexitat a la secció mitjana de l'edifici. Aquesta solució geomètrica permet reduir el nombre de bigues als nivells superiors que fan que el revestiment sigui blau estable i que proporcioni unes altes característiques reflectores durant el dia i una transparència cristal·lina a la nit.

## Ús
Els edificis comprenen oficines de classe A, botigues, restaurants, cafeteries. També hi ha aparcament per a 1200 cotxes.